# Wola (obwód dniepropetrowski)
Wola (ukr. Воля) – wieś na Ukrainie, w obwodzie dniepropetrowskim, w rejonie nikopolskim, w hromadzie Perszotrawnewe. W 2001 liczyła 1996 mieszkańców, spośród których 1852 wskazało jako ojczysty język ukraiński, 133 rosyjski, 1 mołdawski, 1 białoruski, 8 ormiański, a 1 inny.
Do 2024 roku wieś nosiła nazwę Czkałowe.